# Ершов, Геннадий Алексеевич
Геннадий Ершов (пол. Giennadij Jerszow, укр. Єршов Геннадій; род. 12 июля 1967, Чернигов) польский и украинский художник-скульптор, ювелир, преподаватель, магистр искусств. Член Национального союза художников Украины (НСХУ), член Национальной Ассоциации польских художников и дизайнеров (ZPAP). Скульптор известен созданием монументальных произведений, станковых композиций и портретов, представленных в разных странах.

## Биография

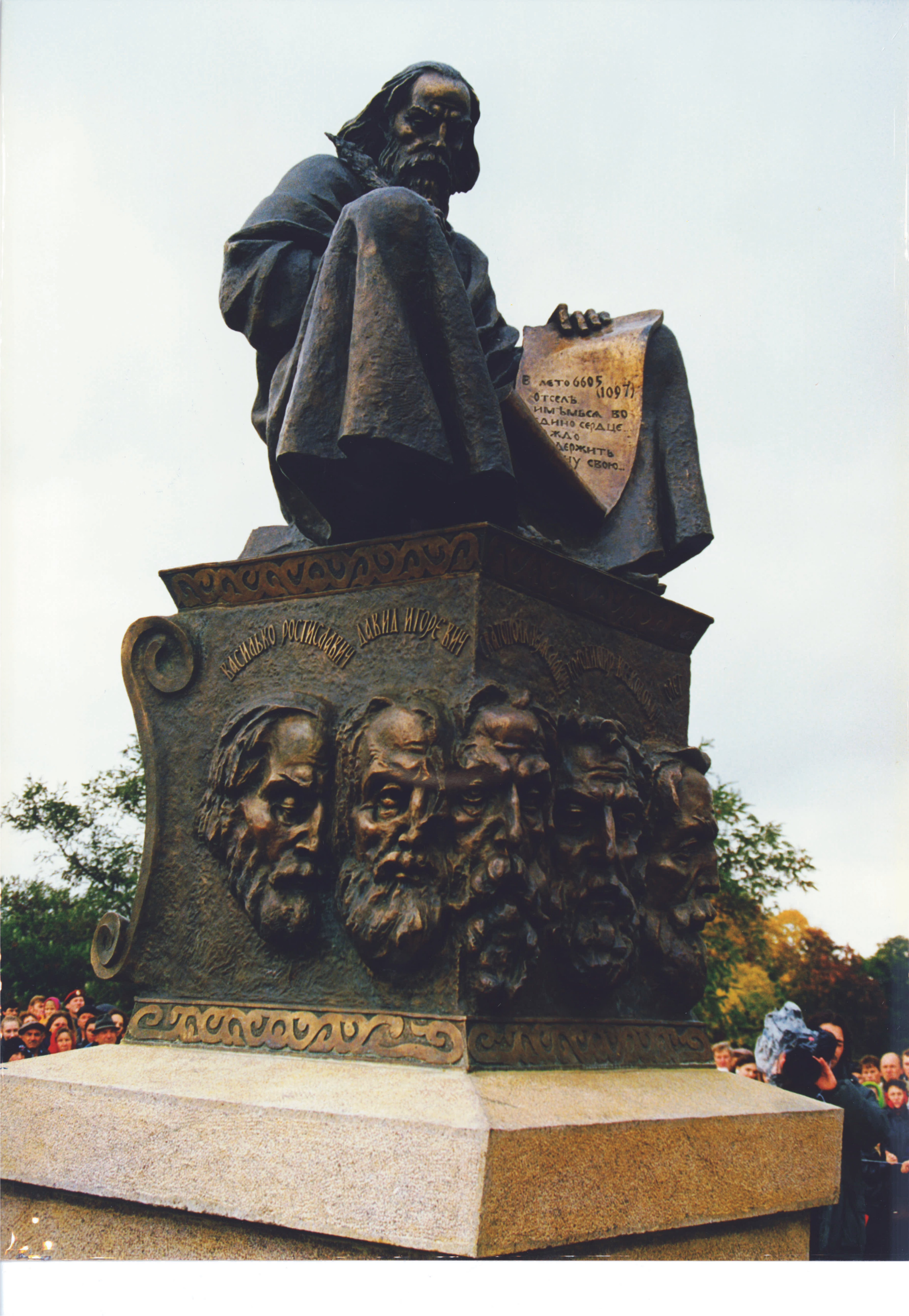
Памятник Любечскому съезду князей Любеч

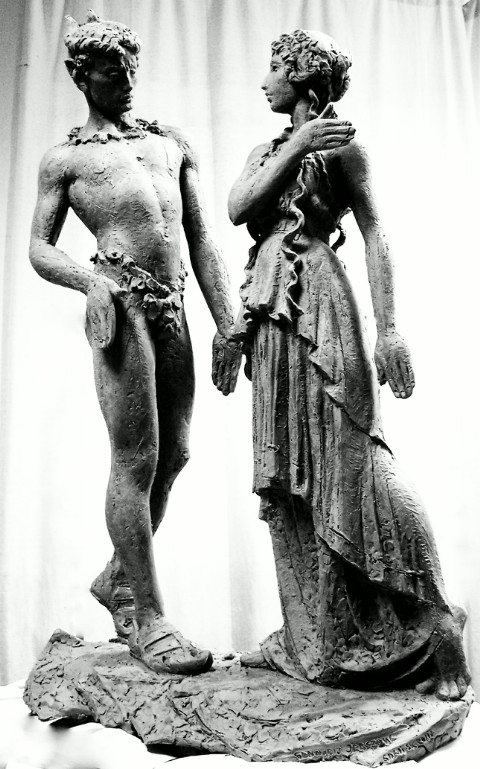
Вацлав и Бронислава Нижинские, Большой театр Варшава

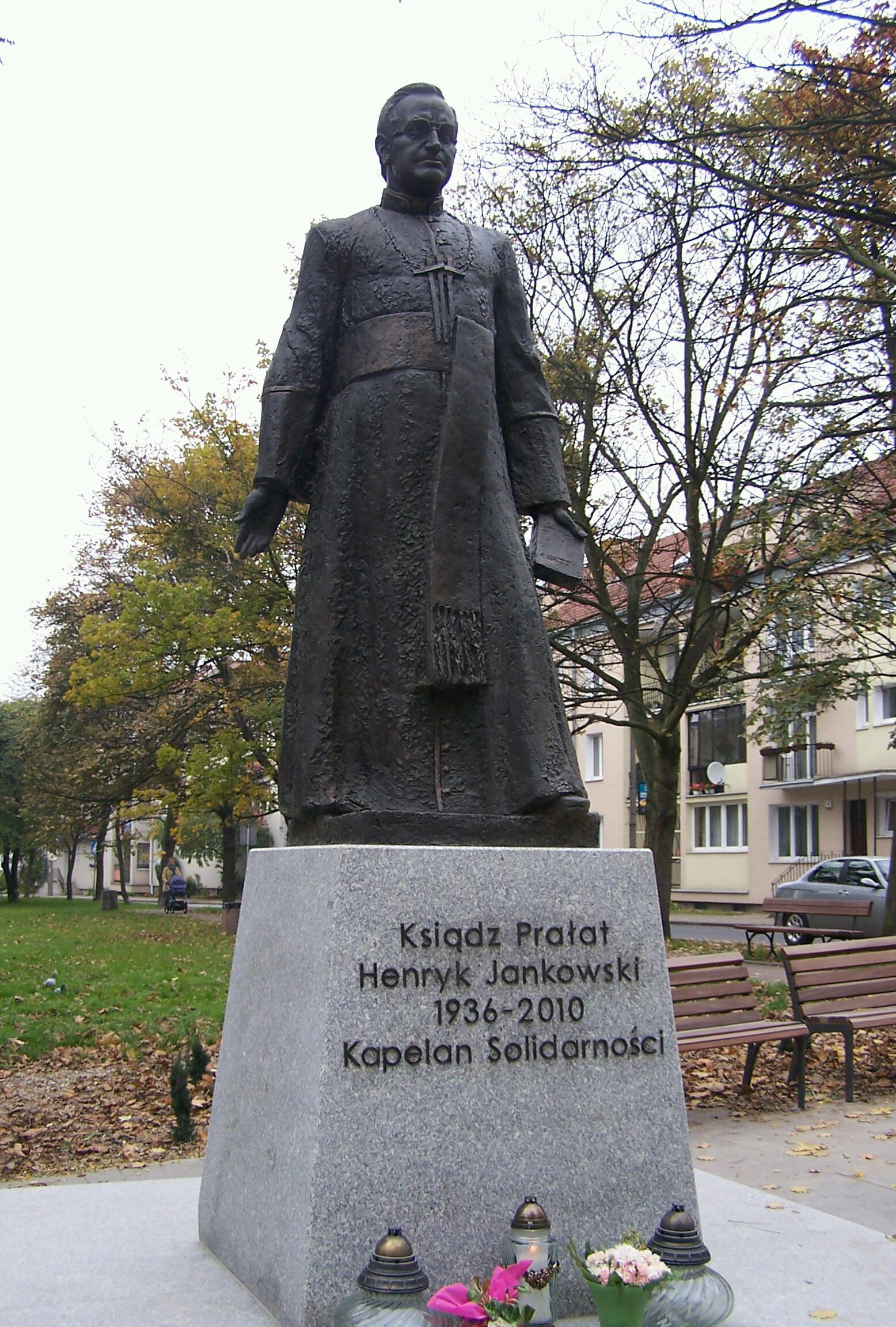
Памятник прелату Генриху Янковскому в Гданьске

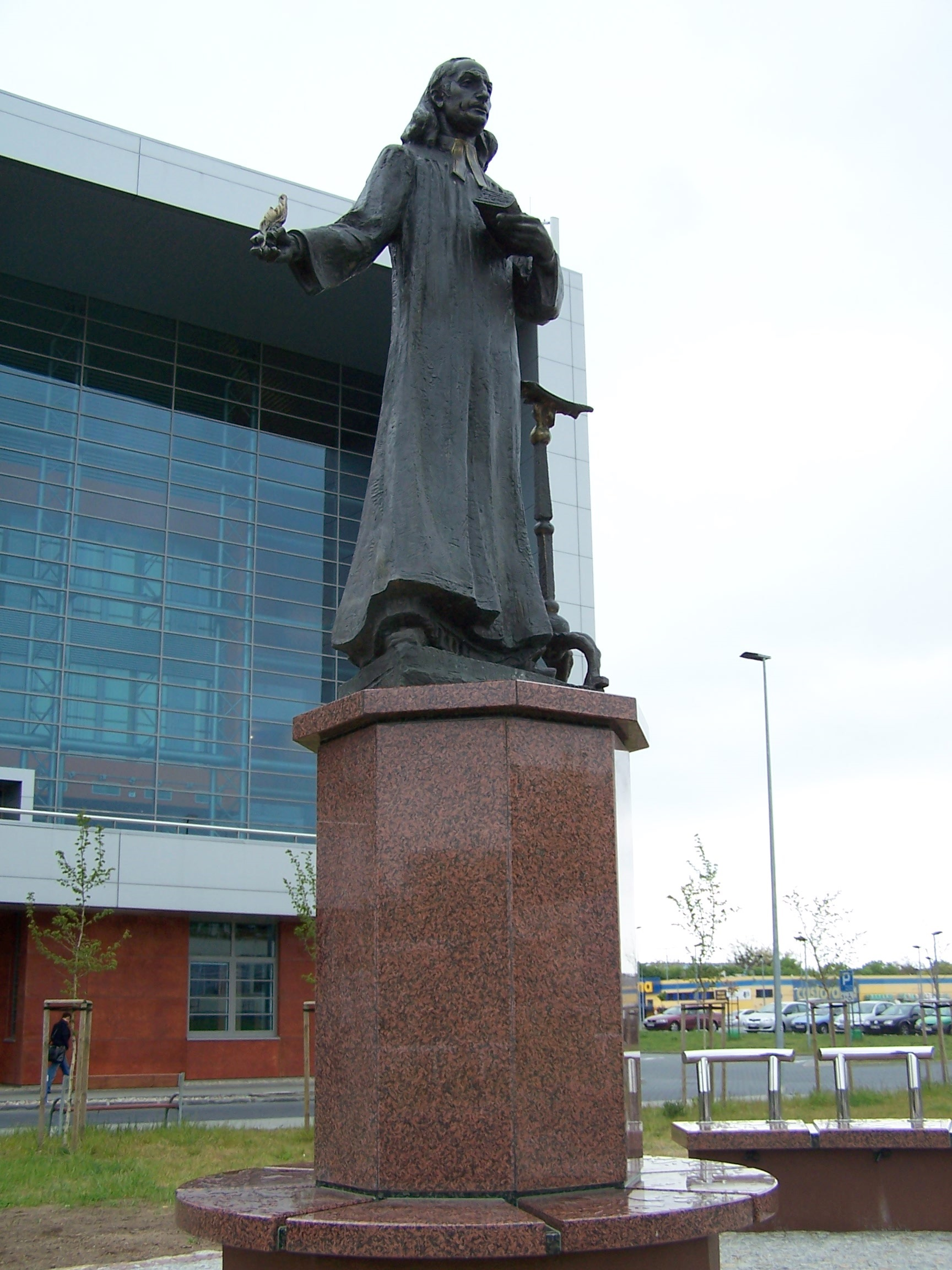
Памятник Кшиштофу Целестину Мронговиушу в Гданьске

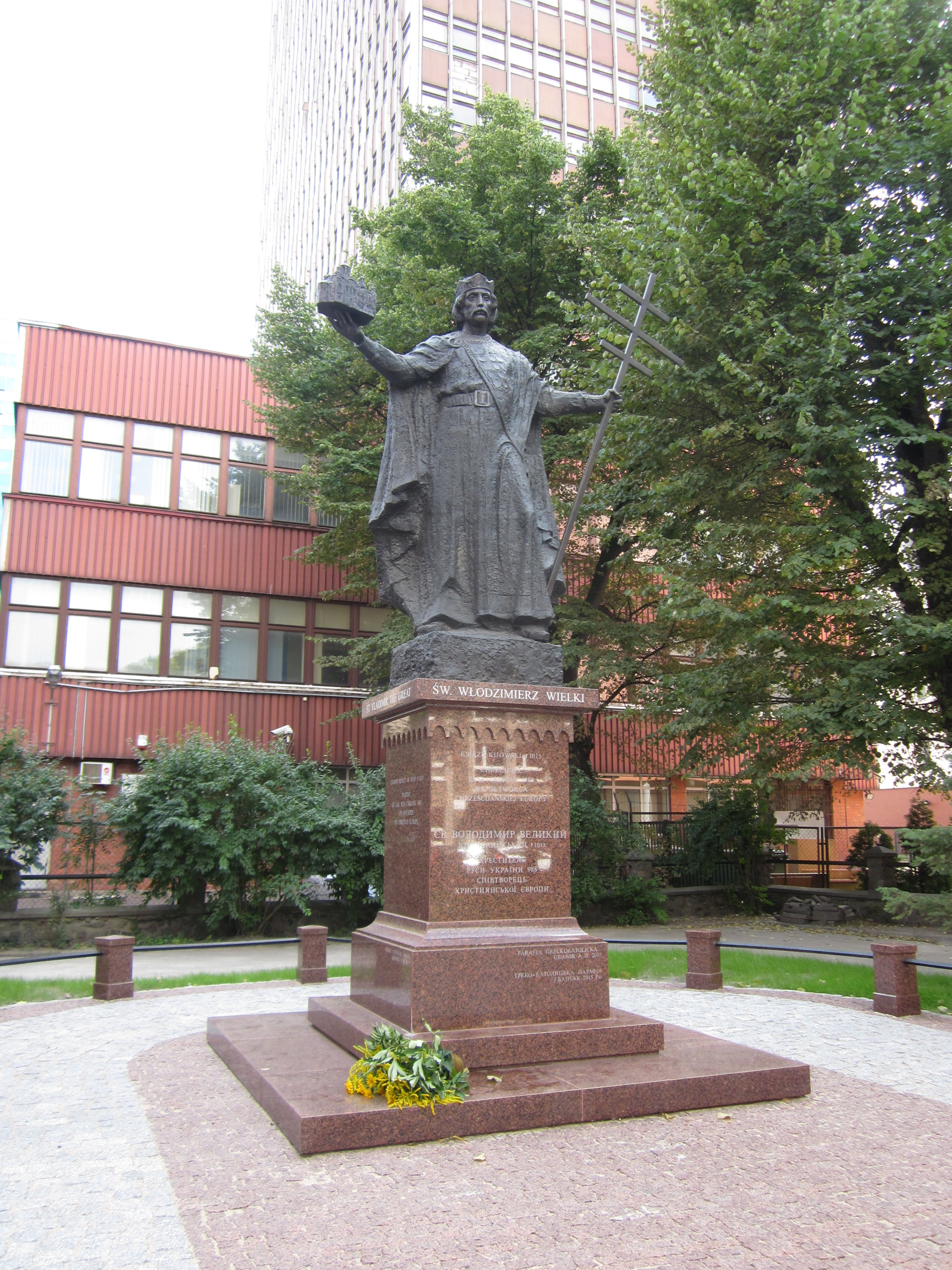
Памятник Владимиру Великому в Гданьске

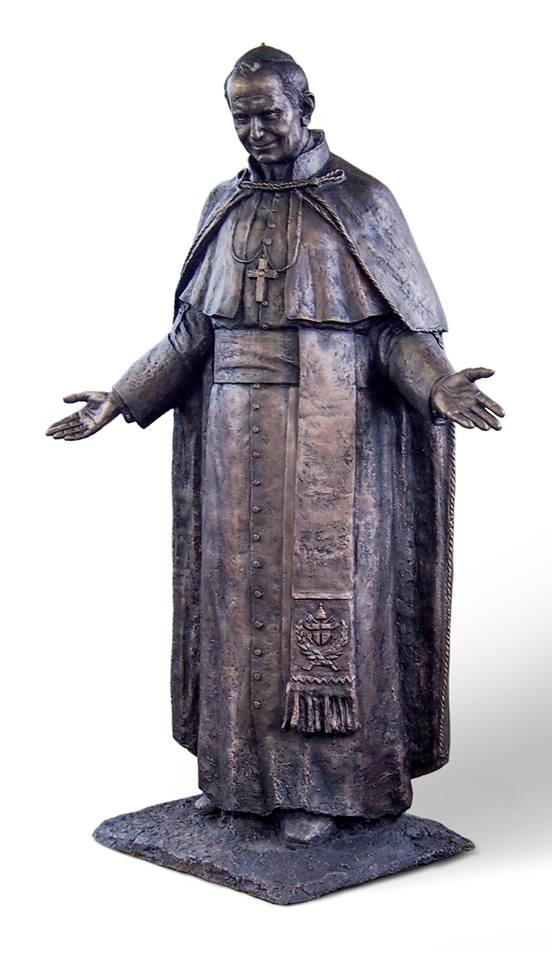
Памятник Иоанну Павлу II в Торуне

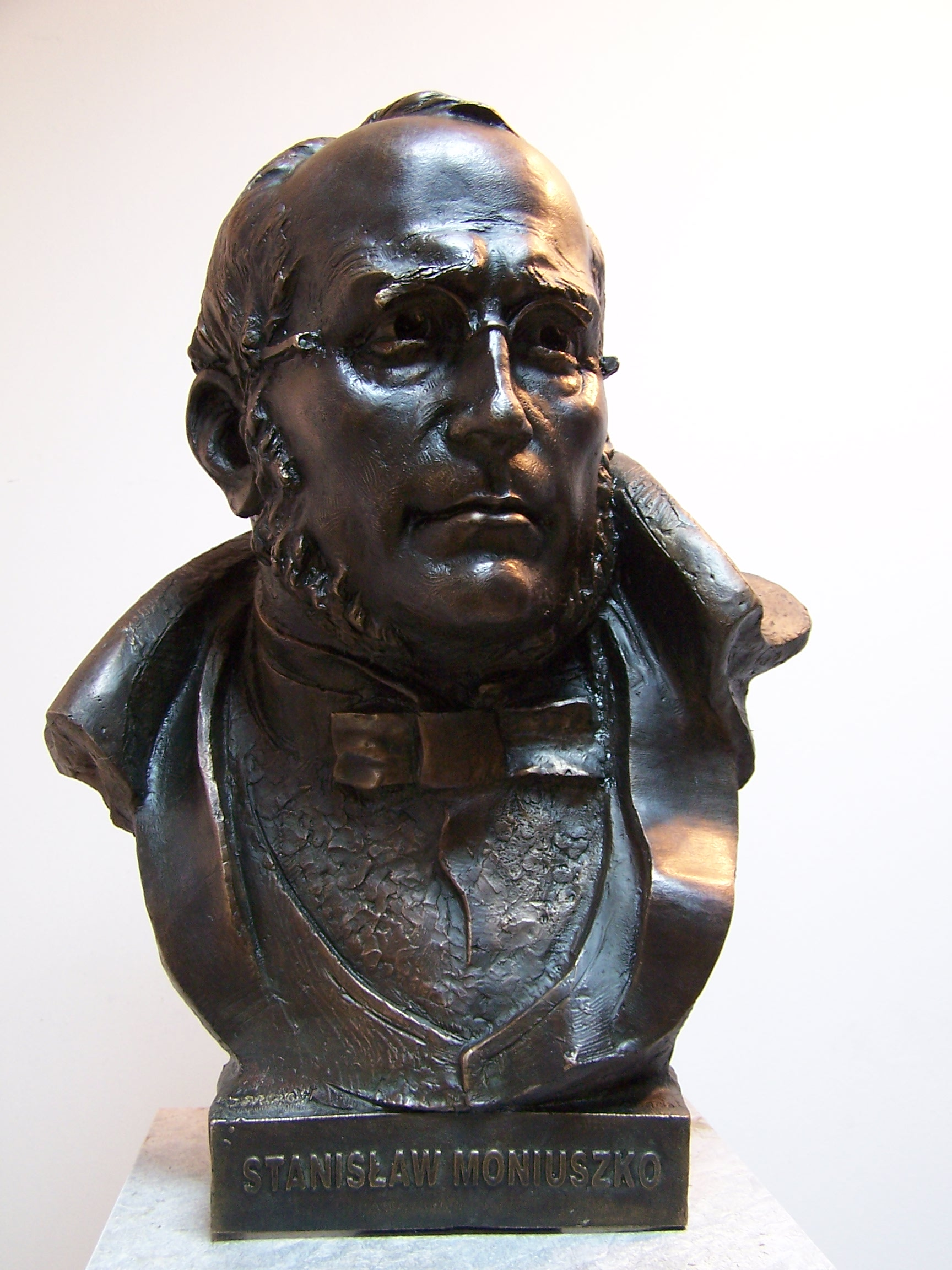
Станислав Монюшко, Гданьск

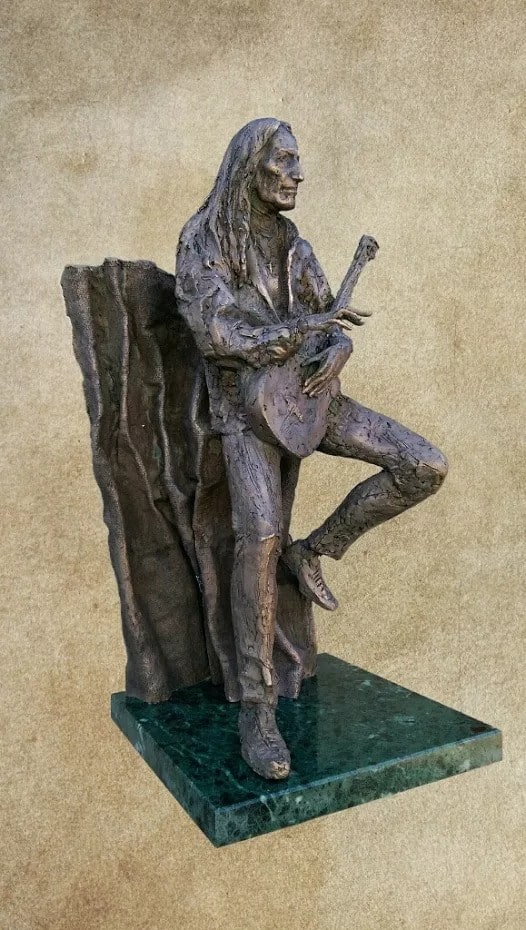
Кен Хенсли, Аликанте

Родился 12 июля 1967 года в Чернигове, в Северной Украине в смешанной украинско-польской семье, Алексея и Валентины, студентов Киевского национального университета имени Тараса Шевченко. Детство и юность прошли на Украине в Чернигове, имея польские корни в качестве репатрианта приобрел польское гражданство, и его семья переехала в 2001 году в Польшу, в настоящее время скульптор проживает в городе Гданьске.
Воспитываясь в многонациональной  атмосфере, овладел русским, украинским и польским языками, впитал любовь к истории и культуре разных народов. 
В школьные годы 1974-1982 занимался спортивной гимнастикой и дзюдо. Окончил музыкальную студию по классу бас гитары, увлекаться фотографией. 
Следуя семейной традиции,  планировал стать врачом. В 1986 году  окончил Черниговский базовый медицинский колледж,  получил медицинское образование (бакалавр) по специальности фельдшер, отработал два года в медучреждениях. В период обучения начал интересоваться резьбой по дереву и ювелирным искусством, принимал участие в региональных выставках. На всесоюзном  конкурсе - выставке народного творчества СССР проходившей в Ливадии 1985 году был награждён  «малой медалью лауреата».
Работая в медицине, расширил границы познания человеческой психологии, в итоге решил сменить направление и посвятить себя искусству. Занялся рисунком и скульптурой, переехал в 1986 году в Киев, чтобы посещать студию изобразительного искусства Георгия Хусида, где занялся портретом  и подготовился  к вступительным экзаменам в художественный ВУЗ. Учился во Львове у Эммануила Мисько и в Киеве у Валерия Швецова и Василия Бородая.

## Образование
В 1988 – 1991 обучался в (ЛГИПДИ) Львовская национальная академия искусств - Факультет изобразительного искусства и реставрации на отделении монументально-декоративной скульптуры в группе профессора Эммануила Мисько. В это же время стал приватно учиться и работать в мастерской Анатолия Галяна, где приобрел практический опыт создания монументальных произведений на всех стадиях реализации.
1991 -1995 обучение в Национальная академия изобразительного искусства и архитектуры - объединённый факультет изобразительного искусства на кафедре скульптуры, мастерская профессора Валерия Швецова и академика Василия Бородая. В 1995 году защитил диплом  на историческую и религиозную тему касающейся Древней  Руси – «Памятник Святому князю Михаилу и боярину Федору».
1996 - 1999 ассистентура и стаж в (НАОМА) Национальная академия изобразительного искусства и архитектуры - научный руководитель академик Василий Бородай. Начал сотрудничество с историками Владимиром Коваленко и  академиком Петром Толочко, в это же время публиковал статьи в научных изданиях. Создал программу по увековечиванию  исторических особ и событий  17 – 18 столетий (на исторических материалах Северного левобережья Украины).  Создал серию проектов,  посвященных национальным героям. 

## Преподавание
- 1999 - 2000 Старший преподаватель  на факультете изобразительного искусства. Национальный университет «Черниговский коллегиум» имени Т. Г. Шевченко. Чернигов, Украина.
- 2003 -2004 Преподаватель скульптуры и металлопластики. Состав соединённых пластических школ.  Гдыня-Орлово, Польша.

## Творческий  метод
Скульптор работает в реалистическом стиле.  Проработанные детали сочетаются с живой фактурной лепкой и изящными линиями, что дает легкость и динамику композиции. Художник тщательно отбирает темы для своих произведений. На протяжении всей творческой карьеры занимается созданием портретов и статуэток деятелей искусства и науки, религии и политики, создает образы известных людей из мира балета, музыки и  моды. Благодаря прямому общению с современниками,  он передает уникальный дух и энергию своих героев.  Галерея современного портрета представлена  Президент Польши Лех Валенса, Папа Римский Иоанн Павел II, патриарх Украины Филарет, протестантский пастор Роман Павляс,  грузинский Режиссёр Гурам Петриашвили, английский певец – автор песен и композитор Кен Хенсли ( Uriah Heep),Стинг, польский ученый Анджей Цейнова, художники Евген Карась, Влад Димйон, Юрий Олишкевич (США), женские образы «Ольга», «Барбара», «Анастасия», а также дети художника «Ванда»  и «Остап».

## Категории
- Монументальная скульптура (памятники, мемориалы, бюсты, статуи)
- Станковая скульптура (портрет, фигуративная скульптура)
- Скульптура малых форм (статуэтки)
- Рельефы
- Ювелирные работы

## Жанры
- Портрет (в коллекции портреты деятелей искусства и науки, религии и политики, исторические герои и современники)
- Сакральное искусство (статуи, рельефы, ювелирные работы в серебре)
- Исторический жанр (художник создал ряд монументальных произведений, посвященных историческим событиям и персонажам)
- Фигуративное искусство

Работы скульптура отличаются чувственностью и эмоциональностью,  в каждом произведении   передает индивидуальность человека, его настроение и внутренний мир. 
В качестве материала использует бронзу, керамику, серебро. 
Имеет мастерские в Гданьске (Польша) и Чернигове (Украина). Является основателем приватной галереи «ФАРТ», которая занимается производством и реализацией скульптурных работ с 1995 года.

## Участие в сообществах
- Член Национального Союза художников Украины(НСХУ).
- Член Союза художников-пластиков Польши (ZPAP).
- Член Союза Скульпторов Польши.
- Член Черниговского землячества в Киеве.
- Член-корреспондент МАФОБ в Киеве.
- Член правления Цеха в Поморской торгово-ремесленной корпорации.
- Член сообщества «Наш Гданьск»

## Заказчики
Открытие памятников происходило с участием 
- президентов Украины Леонида Кучмы и Виктора Ющенко, Польши Леха Качинского,
- министров культуры Польши Вальдемар Домбровский и Румынии  Іон Карамитру,
- Маршала Сената Польши Богдан Борусевич,
- Архиепископов Тадеуш Гоцловский, Славой Лешек Глудьз, епископов Анджей Суский, Ришард Касына, Володимир Ющак,
- президентов городов Войцех Щурек, Павел Адамович, Ян Дзюбински, мер Бухареста Виорел Лис.

## Награды и отличия
- Церковные награды: Медаль"Pro Opere Politissima Arte Perfecto" Примаса Польши Кардинала Юзефа Глемпа
- Общественные награды: Міжнародна почесна відзнака «Золотий клейнодродини Мазеп»

## Личная жизнь
Является отцом троих детей: Филипп 1989 года рождения, Ванда 1995 года рождения, Евстафий (Остап) 1998 года рождения. 
Имеет младшего брата Дмитрия 1974 года рождения.

## Персональные выставки
- 1994 — Борисоглебский собор, Чернигов.
- 1996 — ДК, Славутич.
- 1997 — ЦДХ, Киев.
- 1998 — «Взгляд в историю». Музей истории и изобразительных искусств, Бухарест.
- 1998 — Украинский Дом, Киев.
- 1998 — Национальный Банк, Киев.
- 1998 — Национальный Дворец Украина, Киев.
- 2004 — Художественное училище, Гдыня.
- 2004 — Исторический музей Гданьска (Ратуша), Гданьск.
- 2005 — Прибалтийский Центр Культуры, Гданьск.
- 2005 — Музей епархиальный, Пельплин.
- 2014 — Борисоглебский собор, Чернигов.
- 2017 — Союх Художников, Гданьск.

## Известные работы
- 1996 — Памятный знак жертвам Чернобыльской катастрофы (Чернигов) "Память Чернобыля" (бронза, гранит), г. Чернигов;
- 1997 — Памятник Любечскому съезду князей (бронза, гранит), г. Любеч на Черниговщине;
- 1998 — Памятник Тарасу Шевченко (Бухарест) (мрамор, гранит), парк Хэрэстрэу г. Бухарест, Румыния;
- 2002 — «Архангел Рафаил и Товий», фигуративный барельеф, хоспис г. Гданьск, Польша;
- 2002 — «Апостол Тадей» фигура, хоспис г. Гданьск ,Польша;
- 2003 — мемориальная доска — портрет ксёнза Евгения Дуткевича (бронза), хоспис г. Гданьск, Польша;
- 2004 — мемориальная доска — портрет Юлиана Руммля, одного из основателей Гдыни — на фасаде здания штаба Военно — Морских Сил Польши (бронза), г. Гдыня, Польша;
- 2005 —  Гран-при "WOJCIECH" за художественную индивидуальность. Для Национального конкурса артистов балета им. Войцеха Весёлловского . Вручаются с 2005 года. Гданьск, Польша;
- 2005 —  Конкурсная статуэтка "ОРФЕЙ" за художественную индивидуальность для занявших первые места в каждой категории, для Национального конкурса артистов балета им. Войцеха Весёлловского. Вручаются с 2005 года. Гданьск, Польша;
- 2005 — мемориальная доска — портрет Янины Яжинувны — Собчак, основателя балетной школы в Гданьске (бронза), Польша;
- 2006 — памятник Тарасу Шевченко (бронза, гранит), на территории ЧГПУ им. Т. Г. Шевченко, г. Чернигов;
- 2005—2006 — «Крестовая Дорога» — 15 рельефных изображений (бронза) — Базилика Успения Пресвятой Девы Марии в Гданьске, Польша;
- 2008 — памятник пчеловоду Петру Прокоповичу, (бронза, гранит) с. Пальчики Черниговская область;
- 2007—2008 — «Крестовая Дорога Исуса Христа» — 14 рельефов (бронза) — церковь Св. Антония, г. Торунь, Польша;
- 2007 « Станислав Монюшко»— портрет — бюст композитора (бронза) — Музыкальная Академия, г. Гданьск ,Польша;
- 2008 « Фредерик Шопен» — портрет — бюст композитора (бронза) — Балтийская филармония, г. Гданьск, Польша;
- 2009 — памятник Кшиштофу Целестину Мронговиушу (1764—1855) (бронза, гранит) — Гданьский университет г. Гданьск, Польша;
- 2009 — памятник гетману Мазепе (бронза, мрамор), возле Черниговского коллегиума на Валу г. Чернигов;
- 2009 — памятный знак «Жертвам голодомора 1932—1933 гг.» (бронза, гранит) — г. Варшава, Польша;
- 2009 — памятник «Ироним Декутовски» (польск. Hieronim Dekutowski) (бронза, гранит) — г. Тарнобжег, Польша;
- 2011 — бронзовые фигуры танцоров Вацлава и Брониславы Нижинских в образе Фавна и Нимфы. Большой театр Варшава, Польша;
- 2012 — памятник Капеллану «Солидарности» Генриху Янковскому. Гданьск, Польша;
- 2014 — памятник Папе Римскому Иоану Павлу II. «Радио МАРИЯ» Торунь, Польша;
- 2015 — памятник Святому Равноапостольному Князю Владимиру. Гданьск, Польша;
- 2016 — памятник первой жертве Военного положения в Польше — Антону Броварчику. Гданьск, Польша;
- 2017 — Саркофаг Епископов Пельплинских. Пельплин, Польша;
- 2018-20 — серия портретных статуэток посвященных выдающимся людям искусства;
- 2020 — мемориальная доска Валерию Саране, Чернигов Украина.
- Памятный знак жертвам Чернобыльской катастрофы (Чернигов)
- Памятник Любечскому съезду князей
- Памятник Тарасу Шевченко (Бухарест)
- Памятник гетману Мазепе (Чернигов)
- Памятник Мронговиушу
- Памятник Владимиру Великому (Гданьск)